# Madája
Madája je město na jihozápadě Sýrie v provincii Ríf Dimašq, méně než 50 kilometrů od hlavního města Damašku. Nachází se v pohoří Kalamún v nadmořské výšce kolem 1 400 metrů. Podle sčítání v roce 2004 mělo město přes 9 tisíc obyvatel. Většina jeho obyvatel náleží k sunnitským muslimům.

## Syrská občanská válka
Město ovládala protivládní skupina Ahrar aš-Šám, od roku 2015 obléhaná syrskou armádou a jejich spojenci z Hizballáhu. Obležení provázel hladomor vyvolaný omezením dodávek potravin do města. Ve zdravotnickém centru, v němž pracovali lékaři zdravotnické organizace Lékaři bez hranic, zemřelo od prosince 2015 hladem 23 pacientů. Z toho bylo šest dětí, kterým ještě nebyl rok. K 15. lednu 2016 zde více než 50 lidí zde zemřelo hladem či v důsledku nedostatku lékařské péče. Podle svědectví očitých svědků už nejméně osm lidí zemřelo při pokusu o pašování jídla do města. Madája byla jednou z 15 oblastí v Sýrii, které se nacházely v obležení. Obyvatelé kromě hladu trpěli také mrazem, ale pokud si chtěli nasbírat dřevo, hrozilo jim zastřelení, zranění či smrt způsobená minami. Počátkem ledna 2016 se syrská vláda rozhodla pustit do města humanitární pomoc.
Dne 14. dubna 2017 bylo z Madáji a Zabadaní na základě dohody podporované Íránem a Katarem evakuováno do Idlibu 2350 lidí včetně 400 povstalců a kontrola nad městem předána syrské armádě.